# دنبوستروو
دنبوستروو (به لهستانی:  Dębostrów) یک روستا در لهستان است که در گمینا پلیس واقع شده‌است. دنبوستروو ۱۷۰ نفر جمعیت دارد.